# Lego The Incredibles
Lego The Incredibles é um jogo de ação e aventura com tema de Lego, desenvolvido pela Traveller's Tales, baseado nos filmes The Incredibles e Incredibles 2. O jogo que foi lançado pela Warner Bros. Interactive Entertainment em 15 de junho de 2018 na América do Norte e 13 de julho de 2018 na Europa. Wellington Muniz, Marli Bortoletto, Armando Tiraboschi, Sabrina Sato e Marcelo Campos dublaram o Roberto Pêra/Sr. Incrível, Helena Pêra/Mulher Elástica, Lúcio Barros/Gelado, Violeta Pêra e Flecha Pêra na dublagem TV Group Digital era lançado em PS4 em 28 de junho no Brasil. Para instalar e começar a usar o Lego-imator, baixe o instalador automático (.exe) ou o arquivo (.zip) abaixo. Baixe a versão 1.1.4, lançada em 15/06/2018.